# Tour d'Oman 2013
El Tour d'Oman 2013, quarta edició del Tour d'Oman, es disputà entre l'11 i el 16 de febrer de 2013. Organitzada per l'ASO, forma part l'UCI Àsia Tour, amb una categoria 2.HC.
La cursa fou guanyada pel britànic Chris Froome (Team Sky). Froome guanyà la cursa per tan sols 27 segons de diferència respecte al segon classificat, l'espanyol Alberto Contador (Team Saxo-Tinkoff), i 39 sobre el tercer classificat, l'australià Cadel Evans (BMC Racing Team).
En les altres classificacions de la cursa, Froome també guanyà la classificació per punts, el francès Kenny Elissonde (FDJ.fr) guanyà el mallot blanc de la classificació dels joves, quedant vuitè a la general, mentre el BMC Racing Team aconseguí la victòria en la classificació per equips.

## Equips
En aquesta edició del Tour d'Oman hi prenen part 19 equips: 12 ProTeams, 5 equips continentals professionals i 1 equip nacional:
| Nom de l'equip          | País          | Codi |
| ----------------------- | ------------- | ---- |
| AG2R La Mondiale        | França        | ALM  |
| Argos-Shimano           | Països Baixos | ARG  |
| Astana Qazaqstan Team   | Kazakhstan    | AST  |
| BMC Racing Team         | Estats Units  | BMC  |
| FDJ.fr                  | França        | FDJ  |
| Cannondale              | Itàlia        | CAN  |
| Omega Pharma-Quick Step | Bèlgica       | OPQ  |
| Orica-GreenEDGE         | Austràlia     | OGE  |
| RadioShack-Leopard      | Luxemburg     | RLT  |
| Team Saxo-Tinkoff       | Dinamarca     | TST  |
| Team Sky                | Regne Unit    | SKY  |
| Vacansoleil-DCM         | Països Baixos | VCD  |

| Nom de l'equip            | País            | Codi |
| ------------------------- | --------------- | ---- |
| Bardiani Valvole-CSF Inox | Itàlia          | BAR  |
| Champion System           | R.P. de la Xina | CSS  |
| IAM                       | Suïssa          | IAM  |
| Team Katusha              | Rússia          | KAT  |
| NetApp-Endura             | Alemanya        | TNE  |

| Nom de l'equip          | País | Codi |
| ----------------------- | ---- | ---- |
| Equip nacional del Japó | Japó | JPN  |

## Etapes
| Etapa    | Data         | Recorregut                                     | Km    | Vencedor d'etapa        | Líder de la general |
| -------- | ------------ | ---------------------------------------------- | ----- | ----------------------- | ------------------- |
| 1a etapa | 11 de febrer | Al Musannah – Sultan Qaboos University         | 162,0 | Marcel Kittel (GER)     | Marcel Kittel (GER) |
| 2a etapa | 12 de febrer | Bidbid – Al Bustan                             | 146,0 | Peter Sagan (SVN)       | Peter Sagan (SVN)   |
| 3a etapa | 13 de febrer | Nakhal Fort – Wadi Dayqah Dam                  | 190,0 | Peter Sagan (SVN)       | Peter Sagan (SVN)   |
| 4a etapa | 14 de febrer | Samail – Djebel Akhdar                         | 152,5 | Joaquim Rodríguez (CAT) | Chris Froome (GBR)  |
| 5a etapa | 15 de febrer | Al Alam Palace – Ministry of Housing in Boshar | 144,0 | Chris Froome (GBR)      | Chris Froome (GBR)  |
| 6a etapa | 16 de febrer | Hawit Nagam Park – Matrah Corniche             | 144,0 | Nacer Bouhanni (FRA)    | Chris Froome (GBR)  |

## Classificacions finals

### Classificació general
|    | Ciclista                 | Equip                 | Temps       |
| -- | ------------------------ | --------------------- | ----------- |
| 1  | Chris Froome (GBR)       | Team Sky              | 23h 28' 33" |
| 2  | Alberto Contador (ESP)   | Team Saxo-Tinkoff     | + 27"       |
| 3  | Cadel Evans (AUS)        | BMC Racing Team       | + 39"       |
| 4  | Joaquim Rodríguez (CAT)  | Team Katusha          | + 50"       |
| 5  | Rinaldo Nocentini (ITA)  | AG2R La Mondiale      | + 1' 13"    |
| 6  | Johann Tschopp (SUI)     | IAM                   | + 1' 13"    |
| 7  | Vincenzo Nibali (ITA)    | Astana Qazaqstan Team | + 1' 19"    |
| 8  | Kenny Elissonde (FRA)    | FDJ.fr                | + 1' 34"    |
| 9  | Domenico Pozzovivo (ITA) | AG2R La Mondiale      | + 1' 44"    |
| 10 | Maxime Bouet (FRA)       | AG2R La Mondiale      | + 1' 57"    |

### Classificacions secundàries
|             | Ciclista                | Equip             | Punts |
| ----------- | ----------------------- | ----------------- | ----- |
| Mallot verd | Chris Froome (GBR)      | Team Sky          | 33    |
| 2           | Alberto Contador (ESP)  | Team Saxo-Tinkoff | 29    |
| 3           | Joaquim Rodríguez (CAT) | Team Katusha      | 26    |

|              | Ciclista              | Equip           | Temps       |
| ------------ | --------------------- | --------------- | ----------- |
| Mallot blanc | Kenny Elissonde (FRA) | FDJ.fr          | 23h 30' 07" |
| 2            | Yannick Eijssen (BEL) | BMC Racing Team | + 35"       |
| 3            | Geoffrey Soupe (FRA)  | FDJ.fr          | + 1' 18"    |

|                          | Equip            | Temps       |
| ------------------------ | ---------------- | ----------- |
| Classificació per equips | BMC Racing Team  | 70h 30' 18" |
| 2                        | AG2R La Mondiale | + 18"       |
| 3                        | FDJ.fr           | + 2' 51"    |

|              | Ciclista                       | Equip                     | Punts |
| ------------ | ------------------------------ | ------------------------- | ----- |
| Combativitat | Bobbie Traksel (NED)           | Champion System           | 17    |
| 2            | Jesús Hernández Blázquez (ESP) | Team Saxo-Tinkoff         | 9     |
| 3            | Christian Delle Stelle (ITA)   | Bardiani Valvole-CSF Inox | 8     |

## Evolució de les classificacions
| Etapa | Vencedor          | Classificació general | Classificació per punts | Classificació dels joves | Combativitat   | Classificació per equips  |
| ----- | ----------------- | --------------------- | ----------------------- | ------------------------ | -------------- | ------------------------- |
| 1     | Marcel Kittel     | Marcel Kittel         | Marcel Kittel           | Marcel Kittel            | Bobbie Traksel | Bardiani Valvole-CSF Inox |
| 2     | Peter Sagan       | Peter Sagan           | Marcel Kittel           | Peter Sagan              | Bobbie Traksel | Cannondale                |
| 3     | Peter Sagan       | Peter Sagan           | Peter Sagan             | Peter Sagan              | Bobbie Traksel | BMC Racing Team           |
| 4     | Joaquim Rodríguez | Chris Froome          | Peter Sagan             | Kenny Elissonde          | Bobbie Traksel | BMC Racing Team           |
| 5     | Chris Froome      | Chris Froome          | Chris Froome            | Kenny Elissonde          | Bobbie Traksel | BMC Racing Team           |
| 6     | Nacer Bouhanni    | Chris Froome          | Chris Froome            | Kenny Elissonde          | Bobbie Traksel | BMC Racing Team           |
| Final | Final             | Chris Froome          | Chris Froome            | Kenny Elissonde          | Bobbie Traksel | BMC Racing Team           |